# 5166 Olson
5166 Olson este un asteroid din centura principală de asteroizi.

## Descriere
5166 Olson este un asteroid din centura principală de asteroizi. A fost descoperit pe 22 martie 1985 la Stația Anderson Mesa de Edward L. G. Bowell. El prezintă o orbită caracterizată de o semiaxă mare de 2,34 ua, o excentricitate de 0,11 și o înclinație de 4,2° în raport cu ecliptica.